# 單筒望遠鏡

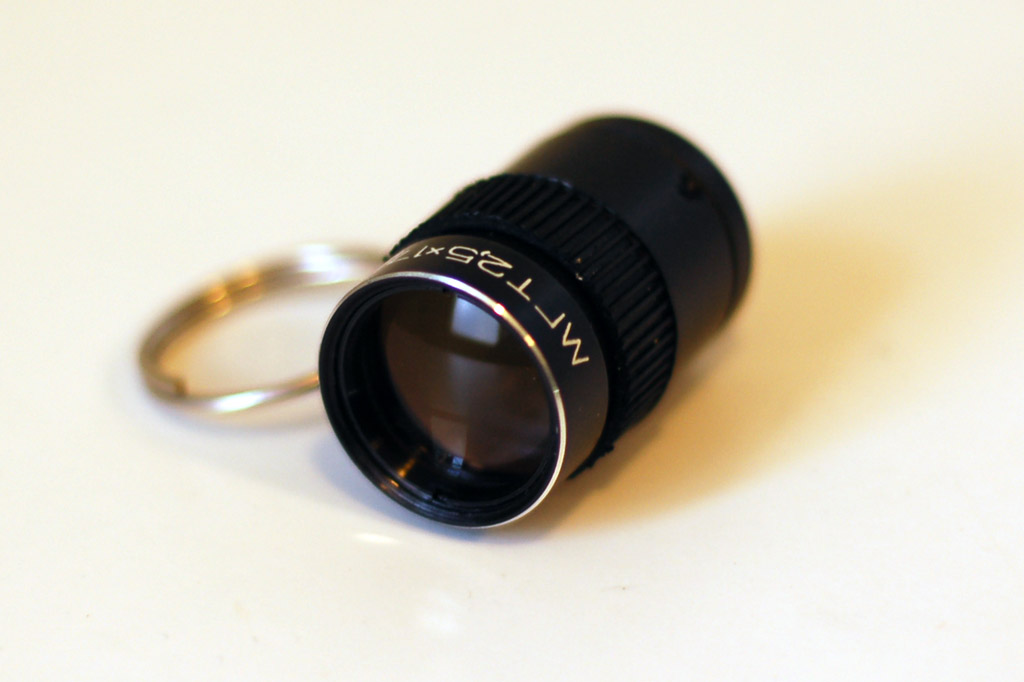
蘇聯製的微型伽利略單筒望遠鏡，規格：2.5 X 17.5 (口徑17.5mm，倍率2.5)。

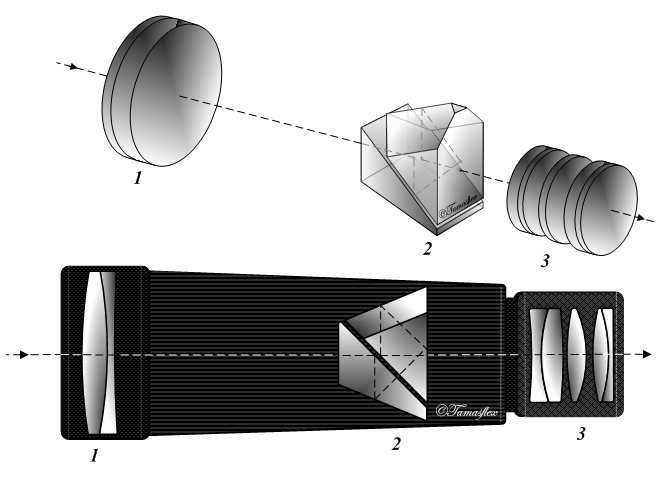
使用施密特-別漢稜鏡的單筒望遠鏡圖解：
1 – 物鏡，2 -施密特-別漢稜鏡，3 – 目鏡

單筒望遠鏡是讓光線通過一系列的透鏡，有時也會使用稜鏡來減輕重量，將遠處景物放大與改善成像的一種折射望遠鏡。體積和重量都不到光學性質相似的雙筒望遠鏡的一半，使其便於攜帶。單筒望遠鏡產生2維的影像，而雙筒望遠鏡增加了景深 (3維影像) 的感覺。
單筒的光路是直線的，相對是較長的；稜鏡可以折疊光路，可以使用在必須縮短儀器長度的設備上 (詳細的說明請參考雙筒望遠鏡)。
單筒鏡，有時就直接稱為望遠鏡，當使用這種功能時需要將遠處的2維影像放大 (雖然有一些只是讓物體看來比較接近)。
視障人士可以利用單筒鏡觀看正常人觀看沒有困難的距離上的物件，例如讀取黑板或投影螢幕上的文章。應用在觀看更遠距離上的物件，包括博物學、狩獵、海事和軍事上的應用。
當放大率提高時，需要明亮的影像和良好的距離解析度，就需要相對較大的儀器，通常需要架設在三角架上。較小的口袋大小的「袋裝鏡」可用於不太嚴謹的應用場合。

## 外部連結
- Technical details about monoculars（页面存档备份，存于）